# Ubari Airport
Ubari Airport är en flygplats i Libyen. Den ligger i den västra delen av landet, 700 km söder om huvudstaden Tripoli. Ubari Airport ligger 468 meter över havet.
Terrängen runt Ubari Airport är platt norrut, men söderut är den kuperad.  Trakten runt Ubari Airport är nära nog obefolkad, med mindre än två invånare per kvadratkilometer. Närmaste större samhälle är Awbārī, 5,0 km nordväst om Ubari Airport. Trakten runt Ubari Airport är ofruktbar med lite eller ingen växtlighet.